# Église Saint-Michel-Archange de Vladimir
L'église Saint-Michel-Archange (Храм Архангела Михаила на Студёной горе) est une église orthodoxe située à Vladimir en Russie rue Stoundionnaïa Gora. Elle est dédiée à l'archange saint Michel et construite en style néobyzantin.

## Histoire

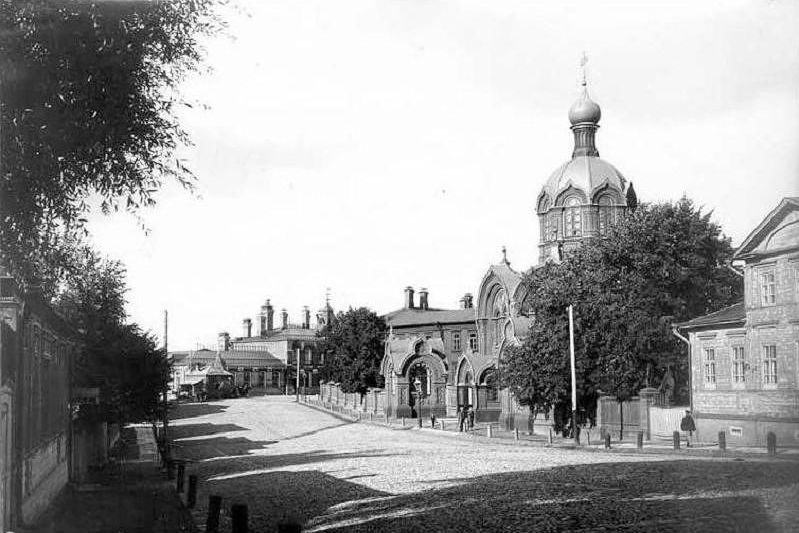
L'église au début du XXe siècle.

L'histoire de cette église remonte aux années 1880, lorsque le maréchal de la Noblesse du gouvernement de Vladimir et président de la société de bienfaisance de Vladimir, Mikhaïl Leontiev, décide de la construction d'un lieu de culte pour les habitants de ce quartier et des enfants de l'école professionnelle. Leontiev est le président du comité de construction.

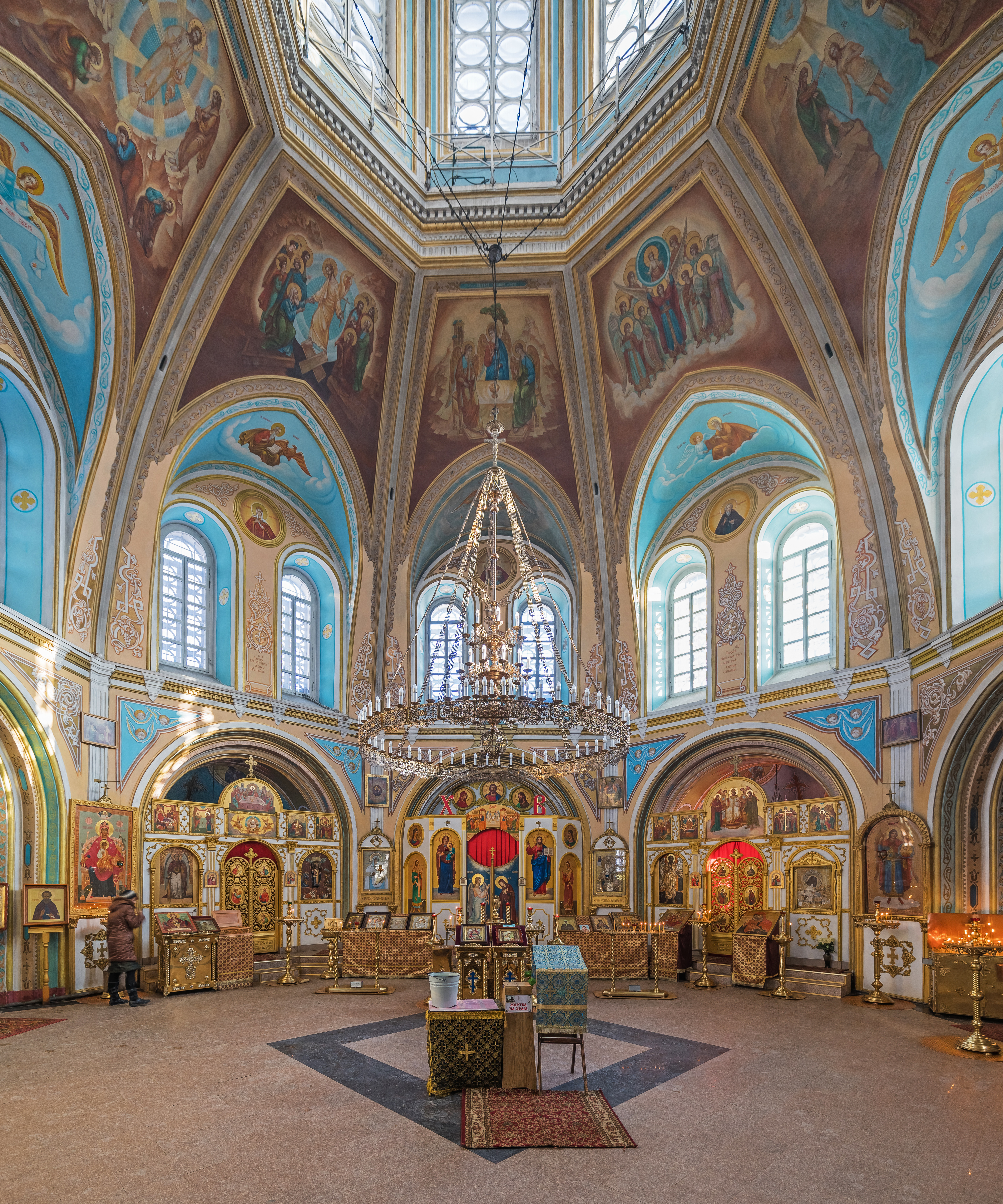
Intérieur de l'église.

La gazette diocésaine de Vladimir déclare en 1891 que le jour de la bénédiction de la première pierre, le 1" octobre 1891, il est annoncé de la pluie; mais lorsque la procession s'élance de la cathédrale de l'Assomption, le ciel se découvre. La première pierre est bénie par l'archevêque de Vladimir et Souzdal, Théognoste (Lebedev). Le 19 septembre 1893, cinq cloches sont installées dans le clocher et l'église est consacrée le 28 novembre suivant.
L'église est construite selon les dernières volontés laissées par testament du capitaine à la retraite Fiodor Grigorievitch Arkhanguelsky, sur le capital laissée par lui, à l'endroit indiqué, à cet effet. On compte parmi les autres bienfaiteurs Iouri Netchaïev-Maltsov. L'église est édifiée sur un terrain acheté par la société de bienfaisance de Vladimir. Elle est construite par l'ingénieur civil du gouvernement de Vladimir, A.P. Afanassiev. Sur la coupole, se dresse une croix de cristal, provenant de l'usine Zaslavski d'Ekaterinoslav. L'iconostase est construite en chêne noir conçue par l'artiste moscovite E. Bette et les icônes sont peintes par N. Safonov de Palekh. Les objets liturgique sont financés par le marchand Agapov et proviennent de Moscou.
L'église est fermée en 1929 par les autorités communistes; l'intérieur est saccagé et le mobilier disparu, ainsi que le clocher. Elle est restaurée à la fin des années 1970 et au début des années 1980 et sert de salle de musée. En 1985, on y ouvre une exposition permanente sur les montres dépendant du musée-réserve de Vladimir-Souzdal. L'église est rendue à la communauté orthodoxe en 1996 et elle est consacrée de nouveau le 19 avril 1997. Le nouveau clocher est béni le 27 avril 2002. L'autel principal est consacré le 26 avril 2003. Le 7 juin 2020 une croix de cristal est insallée en haut de la coupole, comme l'ancienne d'autrefois. C'est une croix unique en son genre en Russie.